# Lophocampa luxa
Lophocampa luxa là một loài bướm đêm thuộc phân họ Arctiinae, họ Erebidae.